# ダットサン・110/210

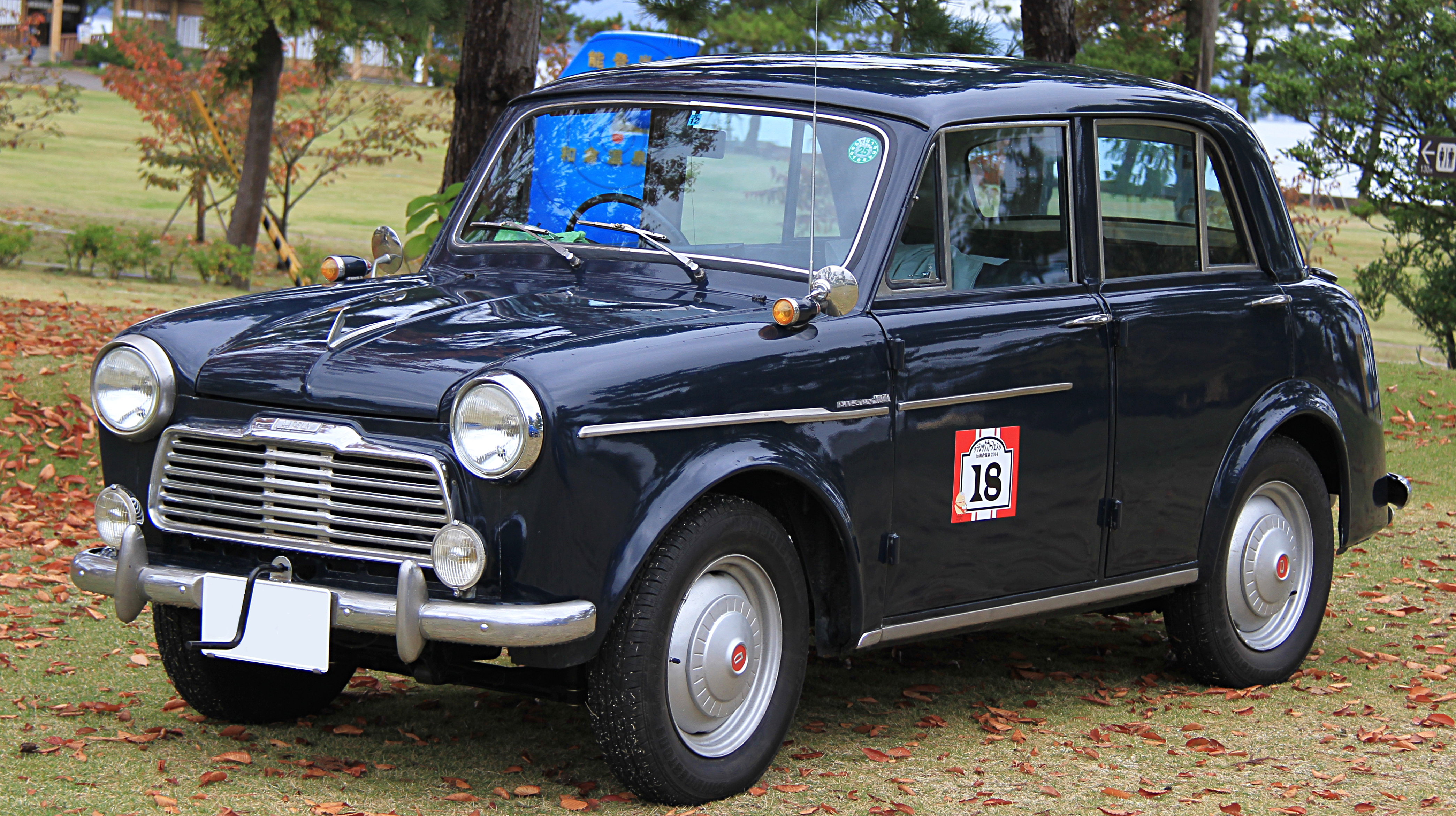
ダットサン1000乗用車

ダットサン・110/210は、日産自動車が1955年（昭和30年）から1959年（昭和34年）まで生産した小型乗用車である。110・210は車体番号の共通部分などに使われる型式であり、正式な商品名としてはブランド名「ダットサン」に車種をつなげただけのダットサン乗用車（だっとさんじょうようしゃ）となる。

## 110型系（1955年 - 1957年）
最初のモデルとなった110型は1955年（昭和30年）1月に登場した。同月に発売されたトヨペット・クラウンRS型と共に、日本の自動車産業の将来性を確信させる画期的な製品として高い評価を受け、当時の4人乗り小型タクシーの多くが急速に110型に代替されていった。
それまで生産されていた戦後型のダットサン乗用車各車（DBシリーズ）は、基本的に第二次世界大戦前の設計の延長上にあるシャシに、新三菱重工業（中日本重工業、後の三菱自動車工業）や住江製作所（現：住江工業）に外注した木骨手たたき板金の車体を載せた製品で、設計も生産方法も前時代的であった。これに対して110型は日産自身の設計による全面プレス化された車体を持ち、ダットサントラックと共通のはしご型フレームと前後固定軸という保守的なシャシ構成は引き継がれたものの、全体が再設計され、内外とも一気に近代化された。車体のデザインを手掛けたのは日産自動車造形課長の佐藤章蔵である。
エンジンは戦前の原設計に基づく従来からの「D10型」（水冷 直列4気筒2ベアリング、 サイドバルブ 排気量860 cc・25馬力）のままで、ブレーキ系も在来型ダットサンの油圧ブレーキを流用したが、それ以外はすべてが一新されていた。シャシはフロント固定軸のままながら縦置きリーフスプリング支持となって強度と安定性を増し、新しい4速ギアボックスは一部ギアにシンクロナイザーを導入、後車軸の最終減速ギアは長年用いてきたウォームギアから一般的なスパイラルベベルギアに変更された。ステアリングギアもウォーム・セクター式からウォーム・ローラー式に変更して操作性を高めた。また、市場では第二次世界大戦前に廃れていたが、ダットサン各車では特異な伝統となっていたアクセルペダルの中央配置も廃止され、右からアクセル、ブレーキ、クラッチという一般的なABC配置へ移行した。これらの改良によって、実用性、耐久性の面で旧型ダットサンに不満のあったタクシー業界から高評価を獲得するに至った。
車体は、日産自動車が自製したのは関東以北への出荷分だけで、他には依然中日本重工製車体が載せられ、型式もA110型と区別された。これは雨どいがルーフを一周しており、俗に「鉢巻」と呼ばれた。
派生モデルとしてステーションワゴンのW110型があり、2ドアライトバンはV120型としてダットサン商用車（120型系）にラインナップされている。
110型はその後フロントグリルの変更や、変速レバーのフロアからコラムシフト化、ダッシュボードにタクシーメーター用の開口部を設けるなどの改良を受け、量産体制も整ったことから、112型以降は車体も含め日産の一貫生産となり、113型、114型、115型へと順調に発展する。
112型は1956（昭和31）年度に毎日工業デザイン賞を受賞しているが、その受賞理由は「日本の貧乏を肯定した健康的なデザイン」というものであった。

## 210型系（1957年 - 1959年）
1957年（昭和32年）10月、110型系に改良を加え、新開発となるOHV 988cc 34馬力のC型エンジンを搭載した210型「ダットサン1000乗用車」が登場する。これは、同年7月に登場したトヨペット・コロナ（ST10系）がサイドバルブ方式ながら987ccのエンジンを持っており、小型タクシー料金の排気量上限も1000ccまでに拡大されたことを受けての改良であった。

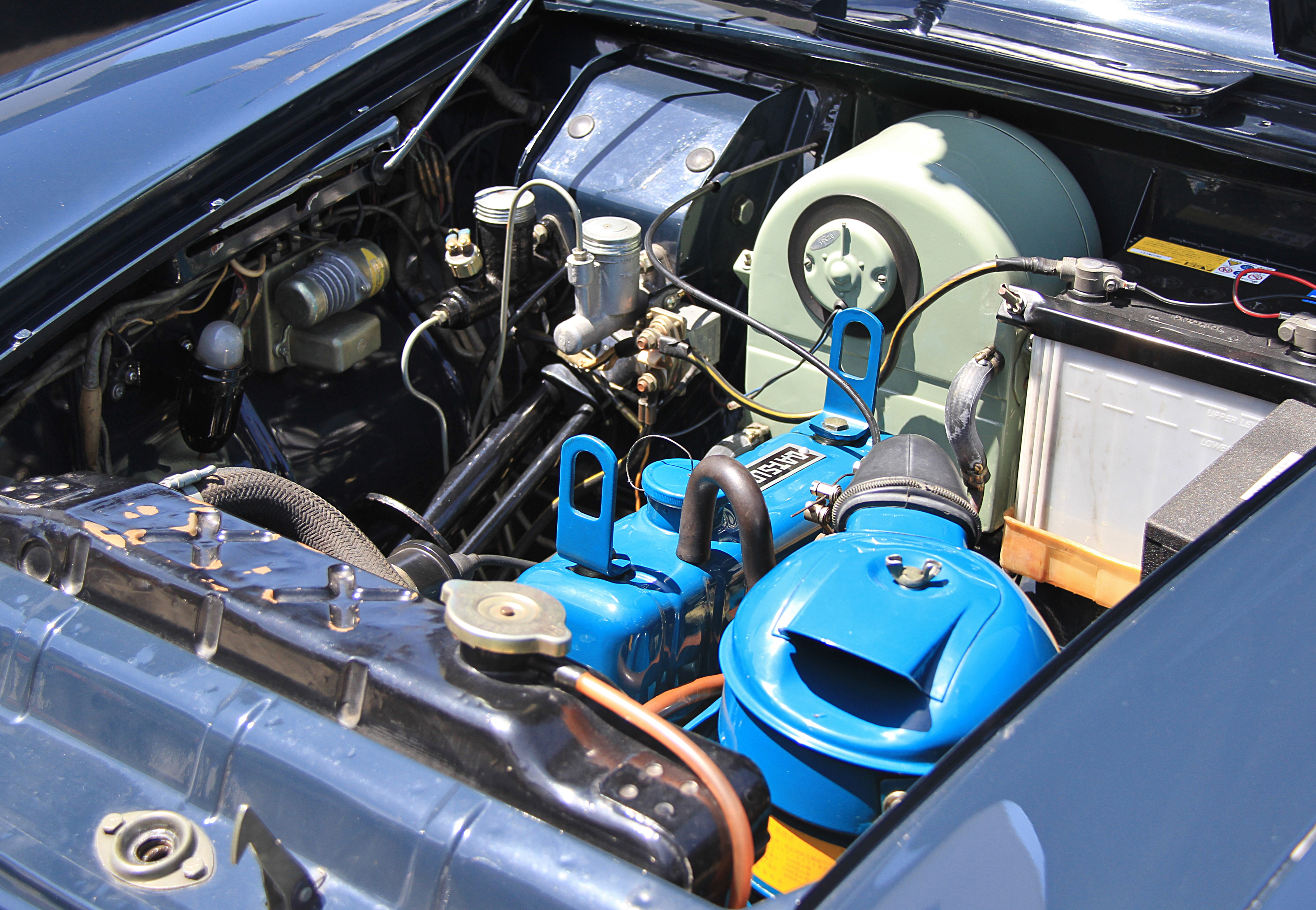
C型エンジン

当初、日産ではダットサン用新型1000ccエンジンとして、ボアxストロークとも68.0mmのスクエアレイアウトのOHVエンジンの開発を進めていたが、当時、日産に招聘されて技術指導を行っていたウィリス・オーバーランド社出身のアメリカ人エンジニアであるドナルド・ストーンはこれを却下し、代わりに日産でライセンス生産されていたオースチン・A50ケンブリッジのBMC・Bシリーズエンジン（日産社内型式は1H型）のストロークを縮めて小排気量エンジンを開発するよう、強く推奨した。
C型エンジンはこの結果産まれたもので、日産社内では発案者にちなんで「ストーンエンジン」と呼ばれた。68 mmスクエアエンジンに比べサイズが若干増大して重量は28 kg増、ボアxストロークは73.0 mmx59.0 mmと、当時の日本製エンジンとしては異例とも言える極端なショートストローク・オーバースクエアの高回転型エンジンとなったが、ストーンは「近年のアメリカ車でもこのくらいのオーバースクエア型エンジンが増えている」「既に実績のあるオースチンエンジンをベースに短期間、低コストで開発でき、リスクも少ない。製造ラインやパーツの多くも共用でき、大いに有利」として、不安（と新開発エンジンを却下された不満）を抱く日産技術陣を説き伏せた。日産オースチンエンジンのシリンダーブロックはイギリス本国の流儀に倣い、当時最新のトランスファーマシンを活用して効率よく自動化生産されており、そのショートストローク版であれば簡易な変更で生産設備を活用できた。
燃焼室の設計に工夫を要したものの、ストーンの目論見通りに短期間、低コストで完成したC型エンジンは、210型ダットサンに搭載された。低速域でやや薄くなったトルクは、フライホイール質量やトランスミッションとファイナルギアのギア比の適正化で補われた。当時としては高い30馬力超の出力と俊敏な回転上昇のおかげで、弱点である燃費の悪さも市場からはさほど問題視されず、結果的には成功であった。ただし、この強靭な脚まわりとパンチの効いたエンジン特性は、神風タクシーを大量に生む要因ともなった。開発当初はまだ小型タクシーの排気量規制は910ccであったため、ストーンエンジンのダットサンは908ccバージョンも計画されたが、小型タクシーの排気量が1000ccまで許容されることになったため発売されなかった。
また210型では、専用ヒーターとデミスター（デフロスター）を設定して実用性を高めた。同時に、クラッチ動作を完全な機械式から油圧式に変更し、つり下げ式ペダルに改良した。これはジャダーの軽減と同時に、左ハンドル仕様製作の利便も考慮した変更であった。
1958年（昭和33年）1月、210型がトラックの220型と共にロサンゼルスオートショーに出品され、6月には日産の乗用車としては初となる対米輸出が始まり、以後の本格的な北米進出の端緒となった。

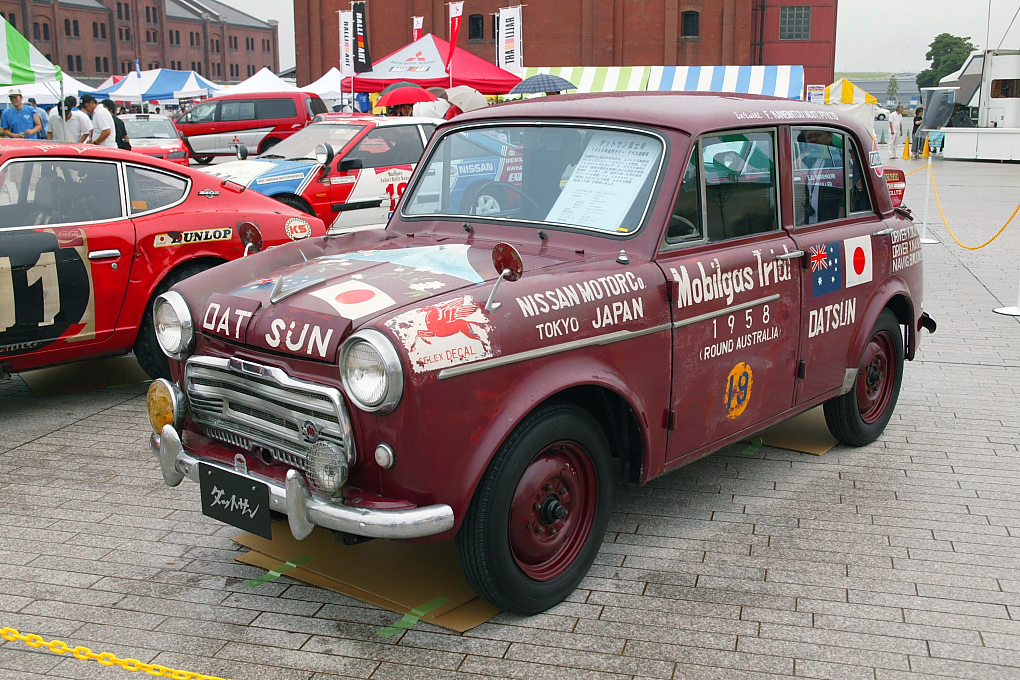
1958年オーストラリア・モービルガス・トライアル、Aクラス優勝の富士号

同年9月には、オーストラリア・モービルガス・トライアルに挑戦。オーストラリア大陸1周1万6,000 kmを19日間で走破するこの過酷なラリーへのエントリーは、当時宣伝課長であった片山豊の発案で決められ、チーム監督となった難波靖治のもと、Aクラスに出走した富士号、桜号の2台がそれぞれ完走し、クラス優勝（総合24位）、クラス4位を獲得し、大きな注目を浴びた。出走65台中完走37台というこのラリーでの好成績は輸出にも追い風となった。
しかし一面として、当時のダットサンの部品には、戦前からのアメリカ車やライセンス生産していたイギリス製オースチンの影響によるインチ規格と、日本の公的規格であるメートル規格が混在していた。この問題が自力修理を必須とする長距離耐久ラリーで露呈し、日産チームは小さなダットサンにそれぞれの規格の工具を大量に積み込んで走る羽目になり、現地調達した工具やねじのサイズが合わないため修理完了までに時間がかかるといったトラブルにも始終悩まされた。帰国した難波はこの不満を経営陣・技術陣にぶつけ、その後の日産車におけるメートル規格への部品統一が急がれることになった。
当時の日本車と欧米車の性能および品質には非常に大きな隔たりがあり、同時期に北米進出を果たしたトヨペット・クラウンRS型は、フリーウェイを走ればオーバーヒートを起こし、操縦安定性も危険なレベルとの烙印を押され、輸出を一時見合わせざるを得ない事態に追い込まれていた。一方ダットサンは、フリーウェイを走行中にエンジンフードのロックが外れ、風圧で開いてドライバーの視界を遮る事故を起こすなど、トヨペットの「Toy」と並んで「Tin toy」（ブリキのオモチャ）と揶揄されながらも、オースチン譲りの快活で信頼性の高いエンジンと、日本での悪路や過積載を考慮した頑強なフレームや足回りが功を奏し、次第にアメリカに受け入れられるようになった。
同年のマイナーチェンジで、フロントグリルの意匠が後の初代ブルーバードを思わせるものに変更され、リアウインドウが拡大された211型となり、翌1959年（昭和34年）7月のブルーバード発表と共に販売を終了した。
フロントサスペンションは最後まで固定軸のままであったが、110、210型系は小型タクシー用の営業車として、設計的にはより進んでいたトヨペット・コロナや日野・ルノーを販売成績で圧倒し、1960年代前半まで日産自動車の乗用車トップメーカーとしての地位を確固たるものとした。
1959年（昭和34年）に登場したフェアレディの前身となる繊維強化プラスチック（FRP）製ボディのオープンカー、ダットサン・スポーツ1000（S211型）も、この211型シャシ形状がベースである。